# Median Snowfield
Il Median Snowfield (in lingua inglese: Campo di neve mediano) è un vasto campo di neve situato tra il Torbert Escarpment, nel Neptune Range, e la parte meridionale del Forrestal Range, nei Monti Pensacola in Antartide.
Il campo di neve è stato mappato dall'United States Geological Survey (USGS) sulla base di rilevazioni e foto aeree scattate dalla U.S. Navy nel periodo 1956-66.
La denominazione descrittiva è stata assegnata dall'Advisory Committee on Antarctic Names (US-ACAN) in relazione alla posizione del campo di neve tra il Neptune Range e il Forrestal Range.